# Шест јерменских вилајета
Шест јерменских вилајета (јерм. Վեց հայկական վիլայեթներ, тур. Altı Ermeni ili) је термин који је први пут употребљен на Берлинском конгресу 1878. године и означавао је шест вијалета Османског царства у коме су већинско становништво били Јермени, то су сљедећи вијалети:
- Вилајет Битлис
- Вилајет Ван
- Вилајет Дијарбакир
- Вилајет Елазиг
- Вилајет Ерзурум
- Вилајет Сивас

## Становништво

### Етничке групе
Поуздани подаци о етничком саставу не постоје, различити подаци ће бити приказани у доле наведеним табелама.
Јерменски патријарх Константинопоља, 1912
Биљешка: Анализа искључује одређене дијелове вилајета гдје су Јермени само мањи елементи. То су сљедећи дијелови: Хакари у вијалету Ван, јужни Сирт у вилајету Битлис, југ вилајета Дијарбакир, јужна Малатија у вилајету Елазиг, сјевернозападни и западни дио вијалета Сивас.
Нема извора који потврђују податке Јерменског патријарха Константипоља, а ни начин прикупљања података никада није наведен. Такође, Партијарх је објавио статистику становништва Шест јерменских вилајета из 1882. године у којој је наведен број од 1,63 милиона Јермена, 2,55 пута већи број је објављен у попису из 1914. године, али се Патријарх одрекао података из 1882. и 1912. је објавио нове податке.
| Етничке групе | Битлис  | Дијарбакир | Ерзурум | Елазиг  | Сивас   | Ван     | Укупно    | %    |
| Јермени | 180.000 | 105.000    | 215.000 | 168.000 | 165.000 | 185.000 | 1.018.000 | 38,9 |
| Турци1 | 48.000  | 72.000     | 265.000 | 182.000 | 192.000 | 47.000  | 806.000   | 30,8 |
| Курди2 | 77.000  | 55.000     | 75.000  | 95.000  | 50.00   | 72.000  | 499.000   | 19,1 |
| Остали3 | 30.000  | 64.000     | 48.000  | 5.000   | 100.000 | 43.000  | 290.000   | 11,1 |
| Укупно | 382.000 | 296.000    | 630.000 | 450.000 | 507.000 | 350.000 | 2.615.000 | 100  |
| 1 са Кизилбашима 2 са Заза народом 3 Асирци (Несторијанци, Јаковити, Калдејци), Адиги, Грци, Језиди, Персијанци, Лази, Роми |         |            |         |         |         |         |           |      |

Османски званични попис, 1914
Биљешка: Османски попис не да је одвојене податке за муслиманске етничке групе као што су Турци, Курди, Адиги итд.
Већина саврмених научника се слаже да је османски попис потцјенио бројност етнички мањина, укључујући број Јермена. У ствари, османски попис није дефинисао етничке, него само вјерске групе. Дакле, као Јермени су наведени само вјерници Јерменске апостолске цркве. Етнички Јермени који су се изјашњавалио као муслимани су рачунати као муслимани, Јермени протестанти — као понтски Грци, кавкаски Грци — рачунати су као остали.
| Етничке групе | Битлис  | Дијарбакир | Ерзурум | Елазиг  | Сивас     | Ван     | Укупно    | %    |
| Муслимани     | 309.999 | 492.101    | 673.297 | 446.376 | 939.735   | 179.380 | 3.040.888 | 79,6 |
| Јермени       | 119.132 | 65.850     | 136.618 | 87.862  | 151.674   | 67.792  | 628.928   | 16,5 |
| Остали        | 44.348  | 4.020      | 5.797   | 4.047   | 78.173    | 11.969  | 148.354   | 3,9  |
| Укупно        | 473.479 | 561.971    | 815.712 | 538.285 | 1.169.582 | 259.141 | 3.818.170 | 100  |

### Градови
Све цифре са почетка раног 20. вијека.
| Град       | Вилајет            | Популација | Јермени | %    |
| ---------- | ------------------ | ---------- | ------- | ---- |
| Ван        | Вилајет Ван        | 40.000     | 25.000  | 62,5 |
| Сивас      | Вилајет Сивас      | 60.000     | 30.000  | 50   |
| Ерзурум    | Вилајет Ерзурум    | 60.000     | 15.000  | 25   |
| Елазиг     | Вилајет Елазиг     | 12.200     | 6.080   | 49,8 |
| Битлис     | Вилајет Битлис     | 30.000     | 7.000   | 23   |
| Дијарбакир | Вилајет Дијарбакир |            |         |      |
| Арапгир    | Вилајет Елазиг     | 20.000     | 10.000  | 50   |
| Малатија   | Вилајет Елазиг     | 40.000     | 20.000  | 50   |